# La Licorne (rivista)
La Licorne (in francese: "L'unicorno") o Cahiers de La Licorne/Cuadernos de la Licorne era una rivista letteraria fondata dalla poetessa uruguaiana Susana Soca, che pubblicò tre numeri a Parigi nella primavera del 1947, nell'autunno del 1948 e nell'inverno del 1948.
Una pubblicazione successiva, Entregas de la licorne, fu lanciata a Montevideo nel 1953 sotto la direzione di Ángel Rama.